# استین لارسن (بازیکن فوتبال)
استین لارسن (انگلیسی: Stine Larsen؛ زادهٔ ۲۴ ژانویهٔ ۱۹۹۶) بازیکن فوتبال اهل دانمارک است.

وی همچنین در تیم ملی فوتبال زنان دانمارک بازی کرده‌است.